# برنارد جي. وايس
برنارد جي. وايس (بالإنجليزية: Bernard G. Weiss)‏ هو لغوي أمريكي، ولد في 10 أغسطس 1933، وتوفي في 8 فبراير 2018.